# Russell Meiggs
Russell Meiggs (20 de octubre de 1902 – 24 de junio de 1989) (86 años) fue un historiador británico sobre la Antigüedad clásica, conocido por su extensa obra sobre Ostia, la ciudad portuaria de Roma.
Fue educado en el Christ's Hospital de Horsham y en el Keble College de Oxford. Fue miembro y tutor de Historia antigua en el Balliol college de Oxford, de 1939 a 1970. Durante Segunda Guerra Mundial  trabajó en el Ministry of Supply (Ministerio de Abastecimiento) en la sección de madera. Meiggs sirvió como prefecto del College desde 1945 hasta 1969. Su excentricidad era legendaria. Sus papeles están en la biblioteca del Balliol College.
Conoció a su futura mujer, la historiadora Pauline Gregg (1909-2006), en el Ministry of Supply; la pareja se casó en 1941.
Fue profesor invitado en el departamento de clásicas en el Swarthmore College en la década de 1970, donde enseñó (entre otras clases) sobre Grecia en el siglo V a. C. y sobre la romana Ostia. Ver a Dover en la referencia 2, abajo..